# Будівельник (Бровари)
Будівельник — український футбольний клуб міста Бровари, Київської області.

## Історія
Футбольна команда «Будівельник» була заснована в місті Бровари. З моменту заснування команда виступала в чемпіонаті та кубку Київської області. У сезоні 1995/96 років команда дебютувала в чемпіонаті України з футболу серед аматорів. Nакож брав участь у вище вказаному турнірі наступного сезону, але потім знявся з турніру. Згодом команду розфомували через фінансові проблеми.

## Досягнення
- Аматорський чемпіонат України (3-тя група)
  -  Бронзовий призер (1): 1995/96

## Відомі гравці
- / Гоча Гогохія
- Олександр Голоколосов
- / Олександр Голоколосов
- / Юрій Ковальов
- / Сергій Кузнецов
- Андрій Кутаков
- Дмитро Кутаков
- / Микола Литовка
- / Володимир Лозинський
- / Юрій Макаров
- Андрій Мальчевський
- В'ячеслав Накорчемний
- / Валерій Паламарчук
- Сергій Швець